# 柏の少女殺し事件
柏の少女殺し事件（かしわのしょうじょごろしじけん）とは、1981年に千葉県柏市で発生した殺人事件である。
被害者の実名を冠してみどりちゃん殺人事件と呼ばれることも多い。

## 概要
| 年     | 月日     | 事柄                                                     |
| ------ | -------- | -------------------------------------------------------- |
| 1981年 | 06月14日 | 事件発生。                                               |
|        | 06月27日 | A、任意出頭時の取調べで犯行を自白。                      |
|        | 07月06日 | A、逮捕される。                                          |
|        | 07月17日 | A、千葉家裁松戸支部へ送致され、 少年鑑別所へ収容される。 |
|        | 08月07日 | 千葉家裁松戸支部での少年審判開始。                       |
|        | 08月10日 | 少年審判終了。Aに少年院送致決定。                        |
|        |          |                                                          |
| 1982年 | 05月24日 | A、少年院内から無実を主張。                              |
|        | 05月31日 | 弁護側、保護処分取消しを申立てる。                       |
|        | 06月07日 | 千葉家裁松戸支部、再審判開始を決定。                     |
| 1983年 | 01月20日 | 千葉家裁松戸支部、保護処分不取消しを決定。               |
|        | 02月23日 | 東京高裁第九刑事部、抗告棄却を決定。                     |
|        | 09月05日 | 最高裁第三小法廷、 棄却決定の取消差戻しを決定。          |
|        | 10月19日 | A、少年院から仮退院。                                    |
| 1984年 | 01月30日 | 東京高裁第七刑事部、抗告棄却を決定。                     |
| 1985年 | 04月23日 | 最高裁第二小法廷、抗告棄却を決定。                       |
|        |          |                                                          |
|        | 04月25日 | 弁護側、保護処分取消しを申立てる（第二次）。             |
|        | 07月01日 | A、少年院から本退院。                                    |
|        | 08月20日 | 千葉家裁本庁、保護処分不取消しを決定。                   |
|        | 11月01日 | 東京高裁第二刑事部、抗告棄却を決定。                     |
| 1986年 | 01月09日 | 最高裁第一小法廷、抗告棄却を決定。                       |

1981年6月14日、柏市に在する市立柏第三小学校の校庭で、同校の生徒である当時11歳の少女Bが刺殺された。捜査の結果、付近に住む当時14歳の知的障害者の少年Aが被疑者として浮上した。Aは任意出頭の段階で犯行を自白し、捜査員・検察官・裁判官に対してのみならず、親族や弁護士、冤罪を疑う支援者らに対しても一貫して犯行を認めた。千葉家裁松戸支部での少年審判においてもAは事実を争わず、8月に保護処分決定を受け、少年院へと収容された。
しかし、事件からおよそ1年が経過した1982年5月、Aは院内から自白を撤回し、自身の無実を訴えるようになった。そして、Aの言葉通りに弁護側がAの自室を捜索したところ、事件現場に遺留されていた凶器とまったく同型の果物ナイフが発見された。弁護側は、逮捕の決め手となったナイフは凶器ではなかった、として保護処分の取消しを申立てた。申立てに対し、1983年1月に千葉家裁松戸支部は、自白の任意性と信用性は動かないとして保護処分不取消しを決定した。翌2月には東京高裁も、少年法は保護処分不取消決定に対する抗告権を認めていない、との法解釈に基づいて実体審理なく抗告を棄却した。だが、9月に最高裁は「保護処分不取消決定に対しても一定限度で上訴を認めるべき」とするまったく新たな判断を示し、棄却決定の取消差戻しを決定した。
だが、1984年1月に東京高裁は、Aの自白に信用性を認めるとともに、ナイフの発見経緯に疑念を呈し、再び抗告棄却決定を下した。そして1985年4月に最高裁も実体審理の上で自白の信用性を認め、弁護側の再抗告を棄却した。その後、Aの退院後に弁護側は第二次保護処分取消申立てを行ったが、家裁・高裁・最高裁はいずれも「少年法は『保護処分の継続中』を処分取消しの要件としている」として、実体審理なく申立てを棄却した。
こうしてAの冤罪は認められることなく終わったが、1983年9月に下された本件再抗告審決定は、少年審判における「再審」の三審制を実質的に保障するなど、その後の少年法制に多大な影響を残した。その理念は、2000年の少年法改正における保護処分取消しの要件緩和や、事実認定の厳格化にも影響を及ぼしている。

## 事件と捜査
1981年6月14日13時頃、千葉県柏市に在する市立柏第三小学校の校庭で、同校の6年生である少女B（当時11歳）の刺殺体が発見された。当日は日曜日であったが、Bは学校近くの友人宅へ行くために校庭を通り抜けようとしたところを被害に遭ったとみられる。Bの遺体には右手首と右胸に刺創があり、右手首には刃渡り約10センチメートルの果物ナイフが突き立ったままの状態であった。しかし、ナイフは近辺で大量に売られている物であり指紋も検出されなかった。
有力な目撃証言もなく捜査は難航したが、犯行時刻頃に校庭を自転車でうろついていたとの情報から、千葉県警柏警察署は付近に住む中学3年生の少年A（当時14歳）に着目した。AはBの兄と同じ中学に通っていたが、交友関係はまったくなかった。また、Aには小児結核の後遺症から軽度の知的障害があったが、特殊学級には通っていなかった。
同月27日、柏署は別の少女を殴ったという別件で Aを任意出頭させ単独で取調べたところ、およそ3時間でAは犯行を自白した。その後、母親立会いのもと同日深夜までかかって自白調書が作成され、翌28日朝にはA宅の家宅捜索も実施された。しかし尚も確たる物証は挙がらず、同日の任意取調べ後も柏署は逮捕状の執行を躊躇していた。任意出頭後の帰宅以来、A宅はマスコミに取り囲まれ、一歩も外出できなかった家族は近隣住民から食料を差し入れてもらう有様であった。
だが、その後の捜査でAが付近のスーパーから凶器と同型のナイフを購入したことが裏付けられた。現場付近からの足跡と自転車のタイヤ痕もAのものと類似している、との鑑定結果も受け、Aは7月6日に殺人容疑で逮捕された。

## 少年審判
Aは7月7日に千葉地検松戸支部へ、17日には千葉家裁松戸支部へと送致され、同日千葉少年鑑別所へ収容された。Aは6月27日の自白から一時帰宅中も、逮捕後の取調べと現場検証でも、捜査員・検察官・裁判官に対してのみならず、立ち会った母と担任教師に対しても、一貫して犯行を認めている。
しかし、県内では1979年にも同じく知的障害者が少女を殺害したとされる野田事件が発生しており、野田事件の捜査員の一部は本件にも投入されていた。野田事件の冤罪を訴える支援活動を行っていた元編集者の小笠原和彦は、これらの点に疑問を抱き、野田事件の国選弁護人を務めていた若穂井透に本件を担当しないかと持ちかけた。こうして7月27日に若穂井が本件の付添人に選任されたが、この時点で8月7日の少年審判開始までは12日しか残されていなかった。事件の冤罪を疑う若穂井は、27日・31日・8月1日・4日と4度面会してAの自白を撤回させようとしたが、Aは自白を維持した。
結果、事実を争わず少年審判は終了し、8月10日の第2回審判において小原春夫裁判官は、Aに対し「医療少年院の特殊教育課程へ送るのが相当」との処遇意見を付けて「初等少年院送致」の保護処分決定を下した。Aは抗告せず保護処分は確定し、Aは神奈川医療少年院へ収容された。その後、AはBの遺族から損害賠償を請求されたが、翌1982年4月19日の第1回口頭弁論でも全面的に責任を認めている。

## 無実の訴え
少年院に収容された後、Aは面会に訪れた母や小笠原に対しても沈黙を続けていた。また、そもそも院の面会では事件について話すこと自体が差し止められていた。その一方でクラスメイトにはAの無実を確信する生徒も複数存在し、（Aの親族を装って）少年院の運動会に参加したクラスメイトもいた。

### 2本目のナイフの出現
その後、A家とB家の間の民事訴訟は和解の方向で進んだが、請求された2360万円という金額はA宅を売却しなければならない額であった。このことを聞かされたAは、その和解額が最終的に取り決められる前日の5月24日、面会に訪れた母に対し「ぼく、やっていないよ」と、初めて自身の無実を主張した。
この訴えに基づいて、若穂井は翌25日、裁判所に和解の中断を申し入れた。そして、27日に若穂井とAの長姉が面会したところ、Aはやはり自身の無実を訴えるとともに、「買ったナイフは自室の押入れの布団包みの中にある」と主張した。この言葉に基づいて、同日夜に若穂井らがAの自室の押入れ内を捜索したところ、包装紙にくるまれた新品の布団の隙間から、凶器とまったく同型のナイフが発見された。
この捜索は、若穂井、Aの母と次姉、そして小笠原、網正雄（元柏市議）と藤枝征司（流通経済大学社会学部講師）ら3人の支援者の計6人の立会いの下で行われ、押入れの戸を開けてからナイフが発見されるまでの一部始終が録音・写真撮影されている。一方、この捜索には弁護側の人間しか立会っておらず、証拠保全に問題があるとの指摘もあるが、これについて若穂井は「私自身そんな場所からナイフが見つかるかは半信半疑だった」と弁解している。Aの母によれば、かつての家宅捜索ではAの着衣などが押収されたが、その他にはナイフの鞘を探してゴミ箱などを見る程度で、布団包みの捜索はされなかったという。
なお、それまでの捜査や審判では、Aが予めナイフを2本購入していた可能性はまったく浮上しておらず、また若穂井によれば、Aは必要に応じて小遣いを与えられていたため、1本500円のナイフを2本購入していたことは考え難いという。

### 否認供述について
Aは、このナイフを「ただなんとなく」靴下の中に隠し持って小学校に行き、事件当日13時頃も校庭にいたことを認めている。しかし、その後何事もなく帰宅し、夕方に布団包みの包装紙の間からナイフを押し込んで隠したのだという。
なぜ自白を維持したのか、という問いに対してAは、捜査員から「ナイフはどういう風に刺さっていたの」というような聞かれ方をしたので、報道で見聞きした情報を話していっただけで、当初はそもそも自白した意識すらなかった、と述べている。逮捕されて初めて自分が疑われていると分かったが、一旦自白してしまった以上は覆せないと思い込み、付添人である若穂井の問いにも、同じことを何度も聞かれていたので答える気にならなかったという。
一方でAは、鑑別所の同房者たちが微罪ですぐに出て行ったので、自分もすぐに帰れると思ったと述べる反面、（非行歴がないのになぜそう考えたのかは不明だが）少年院に入っても1年程度で出てこられると思ったとの説明もしている。布団包みのナイフについて黙っていた点についても、後の再審判廷では「一層疑われると思った」からとしか述べていない一方、後には「警察で見せられたナイフが布団包みのナイフと同型とは感じなかった」と別の説明もなしている。

### 指紋鑑定
その後、県警本部鑑識課による鑑定で、新発見されたナイフからはAの右手中指に「類似」する指紋が検出された。鑑定を行った鑑識課吏員によれば、鑑識の内部基準では12か所の特徴点が一致しなければ同一指紋とは断定できないため、5か所の特徴点が一致する本件の場合は「類似」という鑑定結果に留めたという。
これについて若穂井は、確かに、不特定多数の指紋から犯人を割り出す鑑識活動の場合には、厳格な鑑定基準が要求されるが、本件は物件に特定人物の指紋が付着しているかどうかの鑑定であり、特徴点が5か所も一致する以上、新発見されたナイフをAのものと認めることに差し支えはない、と主張した。

## 争点
若穂井は、かつての審判では全記録を複写する時間も費用もなく、Aの自白と客観的事実との間にある矛盾に気付くことができなかった、と語っている。そして、ナイフの出現の他にも数々の証拠がAの無実を指し示している、と主張する。

### 自白について
Aに対する取調べは和やかに行われ、「お前がやったんだろう」などとは一度も言われなかったということは、A当人も小笠原も認めている。一方、Aには過去にも、やってもいない罪を認めた前歴があった。そして、本件でAがなした自白に対しても、弁護側からは多数の疑念が呈されている。

#### 動機
家裁に提出された「検察官の意見」（刑事裁判での冒頭陳述に相当）は、事件の動機と背景を
- Aは次姉と仲が悪く、父が死んでからは理由もなく次姉に暴行を加えていた
- 母に対しクーラーやステレオを要求し、これを拒絶されて不満を抱いていた
- 日頃から機嫌を損ねては器物を壊し、猫を手斧で殴りつけて虐待するなどの異常性があった
- 高校への進学を希望していたが、中学からは成績上困難であるとの進路指導を受けていた

と説明している。
若穂井は、これらの動機は殺意に至るには薄弱過ぎる、と主張する（Aを取調べた捜査員も、再審判廷で「今でも少年の本当の気持ちが分かりません」と証言している）。後の再審判では「Bの顔を見た途端、仲の悪い次姉に見えたので刺してしまった」という直接の動機が認定されたが、当時19歳の次姉と11歳のBが二重写しに見えたというのは不自然である、とも若穂井は述べる。
また、突発的な犯行であるにもかかわらず、AはBが登校する以前から近くの砂場で遊んでいた小学校低学年の生徒たちには手を出さず、わざわざ校庭の反対側にいたBを狙っている。Aは当初の自白から「後からつけているうちに、前から気持ちがむしゃくしゃしていたので、ナイフを手にしたときには刺してやれという気持ちになった」としか供述しておらず、殺意の形成についても曖昧である。この「むしゃくしゃしてやった」という表現は、本件の3日後に発生した深川通り魔殺人事件の犯人の供述として有名であり、そこから連想して捜査員がAに教え込んだものである、と小笠原は訴えている。
進路についても、担任はAに進学を勧めていたと語っている。高校に進学する程度の経済的余裕はあり、またAも事件直前までガールフレンドから付きっきりで勉強を教わっており、学校生活が面白くなかったという事実はない、と小笠原は述べている。

#### 犯行前後の行動
自白によれば、Aは犯行の4、5分前に校庭で小学校時代の同級生Cと出会い、自分から声をかけて言葉を交わしたという。これについて若穂井は、直前に現場で友人に出会って自分から和やかに会話しておきながら、直後に犯行に及ぶことは犯人の心理として考えられない、と主張した。
直接の殺害行為についてもAは、ナイフを長ズボンと靴下の下に隠し持ち、Bを追いかけながらナイフを右手で抜いたが、鞘は靴下の中に残ったと自白している。ところが若穂井によれば、その自白には、一旦立ち止まる、ズボンをたくし上げる、屈んで左手で鞘を押さえる、などの不可欠な動作が欠けている。また、騒がれたら逃げるつもりであったと供述している一方で、わざわざ自転車を降りて走ってBを追いかけたと述べている。事件後の行動についても、犯行現場から逃走するならば、最も近い南門から逃走するのが自然であるにもかかわらず、Aはわざわざ校庭を横切って最も遠い東門から逃走したと自白している。
Aは、犯行後は付近の書店とスーパー（ナイフを購入した店舗）で漫画などを立ち読みし、母がパート勤務から戻って家に入れるようになる17時過ぎに帰宅してから、自室で手に血が付いていないか確認したと述べている。これについても若穂井は、犯行直後に雑踏の中で悠然と立ち読みをし、帰宅するまで返り血について確認もしないということは考えられない、と訴えた。さらに、Aはスーパーで立ち読みしている際、クラスメイトに背後から目隠しされ「誰か僕を捕まえに来たのかとびっくりしてしまいました」と述べている。しかし、その印象的な内容にもかかわらず、Aは取調官からこの事実を指摘されてもなかなか思い出せなかった。また、Aを驚かせたクラスメイト当人も、その時のAにまったく驚いた様子はなかったと証言している。
また、Aは事件の翌日、マスコミが事件を大々的に報道している最中にもかかわらず、テレビ番組の公開放送に参加している。さらに、自白ではAは、凶器のナイフの鞘は自室のゴミ箱に捨てたとされるが、これらの行動は犯人の行動として無防備過ぎる、と若穂井は言う。

#### その他の疑問点
Aは、自白後の検察官との問答においても、Bが死んだことについて「別に何もありません」、今一番望んでいることは「外に出て自由になりたい」とだけ述べ、何ら反省・懺悔の意を表していない。若穂井は、これこそがAが事件に無関係である証拠であるとするが、一方でAの母は、Aが事件後に報道を見て「かわいそうだね」と言ったのを耳にしている。
またAは自白において、傘の長さからポシェットの材質や形、大きさに至るまで、Bの服装・所持品について事細かく供述している。にもかかわらず、自白にはその色鮮やかな服装・所持品について「色」に関する情報だけが欠落している点にも、若穂井は不自然性を指摘している。

### 法医鑑定について

#### 返り血
逮捕後、A宅から押収されたAの着衣・靴や手に巻いていた包帯などからは、県警鑑識課による鑑定では人血反応が一切得られていない。ズボンと自転車からは人血と判定できないレベルで微量のルミノール陽性反応が得られているが、Aの母は、自転車のルミノール反応はAが転んで怪我をした際に付いたものだと述べている。
一方、本件でBの遺体の法医鑑定を行ったのは、弘前大学教授夫人殺人事件の再審鑑定などで知られていた、千葉大学医学部法医学教室教授の木村康である。木村の鑑定によれば、Bのシャツの刺創右側部分には「手拳大にわたる飛沫状の血痕」が存在し、また犯行現場にも返り血である飛沫痕が残されている。そして、Bの前腕の傷口からは30センチ四方に血液が飛散したと見られるため、「犯人が返り血を浴びていないとは考えられない」とされている。
木村は鑑定当初、腕の傷口からの出血の少なさから、胸を先に刺されて心停止した後に腕を刺された、と考えた。そのため腕からは大出血はせず、胸からの出血も着衣で防がれたため、犯人が返り血を浴びなかったとしても不自然ではない、と判断した。柏署もこの当初の木村の見解から返り血については重視しなかったが、実際には遺体発見直後、現場に駆け付けた目撃者の誰かがBの身体を動かし、その際に胸からナイフが腕ごと抜けて近くの水溜まりに浸かっている。後にBの腕が水溜まりに浸かっていたと知らされた木村は、腕からの出血は洗い流されたと判断し、「犯人は必ず返り血を浴びている」と鑑定結果を訂正した。
加えて木村は、遺体の刺創は右前腕に2か所、右胸に1か所の計3か所であるが、その形成機序は
- 前腕の2か所の傷が形成された後、独立して胸の傷が形成された（3回の刺突）
- 前腕の2か所目の傷の形成に連続して胸の傷が形成された（2回の刺突）

のいずれかが考えられる、とした。しかしAは、「Bを追い抜きざまに右胸を目がけて刺したが、右腕ごと刺し貫いてしまい、ナイフが引っかかって抜けなくなったのでそのまま逃げた」と、ほぼ一貫して1回のみの刺突を供述している。
以上の点から、木村鑑定はAの犯人性を疑問視している。しかし、傷口から血液が飛散したという見解に対しては、鍔のないナイフの柄からも、Bが右手に握りしめていた傘からも、傷口の至近距離にあったポシェットからも、まったく血痕が検出されていないという反論もある。

#### 刺創
Aは自白調書において、「僕が刺した場所」としてBの右胸側胸部付近を指示している。しかし、死体解剖鑑定書によれば実際の刺創は「胸部の正中より右方約二・二糎、右乳嘴より上方約一・五糎にはじまりわずかに左下方に向かう多開せる刺創」であり、その位置は胸骨部の胸の正中付近である。側胸部からの刺突では心臓損傷は不可能であり、このことから若穂井は、自白は捜査記録「死体解剖鑑定立会い結果について」の記述「右乳部」に引きずられて捜査員が誘導したものである、と主張する。
また、Aは自白では、Bを右後方から追い抜きざまに右手で刺したと述べており、Bの胸の傷にも向かって右方向に深くなっているという方向性がある。確かに、犯人が右利きであったとするなら、右手で右方向への刺創を作るには、右後方から追い抜きざまの刺突が唯一自然な犯行形態と言える。
しかしこれについて若穂井は、Aはペンや箸は右手で持つが力仕事は左手で行うため、これこそ捜査員が傷の形状に合うようにAの供述を誘導した証拠である、と述べた。A当人が再審判廷において、自分は右利きであると証言し続けた点についても、Aが質問の趣旨を理解できなかったに過ぎない、と弁明している。

### アリバイについて
まず、Bが自宅を出たのは、Bの母が見ていたテレビ番組と、約束していた友人一家が待たされた時間の逆算から12時55分頃と推定される。B宅から小学校までは子供がゆっくり歩いて約4分であり、寄り道をした形跡もないため、Bが学校に到着したのは12時59分頃と推定される。その後、学校の隣の住人がBの遺体を発見したのが13時5分頃（自室の時計で確認した直後）で、彼女に頼まれた隣人が119番通報をしたのが13時8分（柏市消防本部の記録）、そして救急車が学校正門に到着したのが13時10分である。

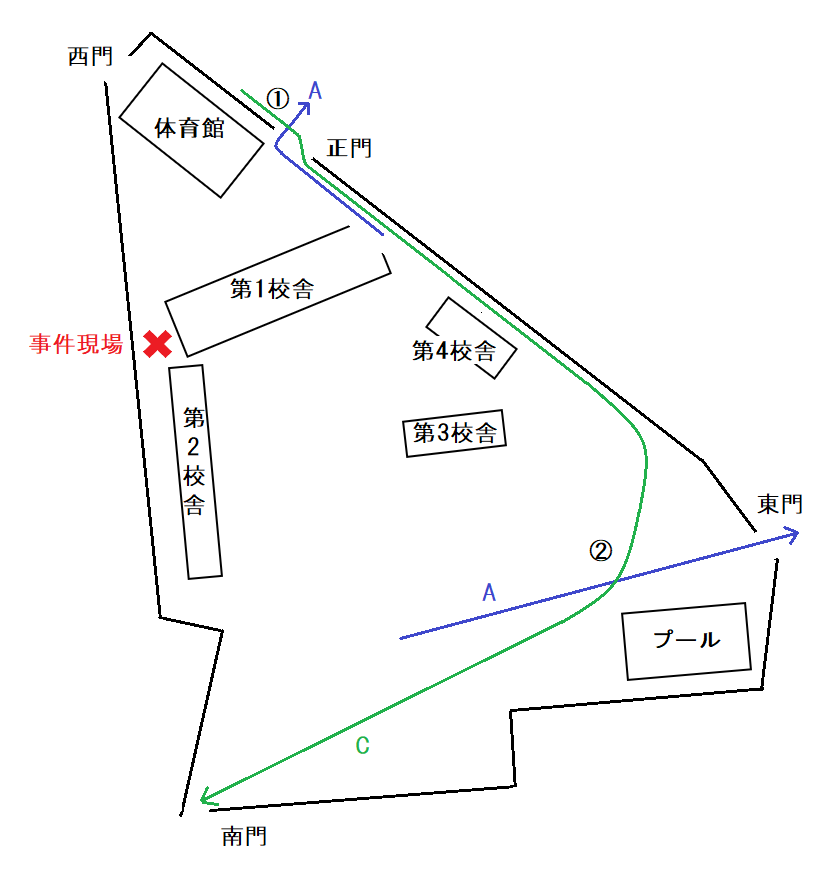
事件発生時刻前後に、A（青線）とC（緑線）が通ったとされるルートと、2人の邂逅地点

一方、犯行直前のAと校庭で出会ったという元同級生C（上記参照）によれば、自分とAはその時2回顔を合わせているという。その証言によれば、友人たちとともに柏駅を出発したCは、まず学校正門で、東門方向から自転車で走ってきたAと出会ったという。AはCと挨拶を交わした後に正門から外に出てゆき、その後Cたちが壁沿いにプール付近まで進んだところで、彼らは南門方向から来たAと再び出会っている。AはCと再び言葉を交わした後、その横をすり抜けて東門から出て行ったという。
Cは12時48分に柏駅を出発したことを駅の時計で確認しており、警察の検証では駅から学校正門まで約15分かかる。すなわち、CとAが正門で最初に顔を合わせたのは13時3分頃である（この時刻は、2人を目撃した近隣住民が直前に見ていたテレビ番組からも裏付けられる）。そして、正門からプールまでは3分かかるため、CとAの2度目の出会いは13時6分頃と推定される（この時刻は、Cの帰宅時刻からの逆算ともおおよそ一致する）。
ところが自白によれば、Aはプール付近で2度目にCと出会った後、校庭外周近くのマラソンコースを一周してから犯行に及んだという。検証によればマラソンコース一周には約5分30秒かかるため、Aが現場に到着したのは13時11分頃ということになるが、上記のようにこの時刻にはすでに遺体が発見され、救急車が現場に到着している。なお、この矛盾は捜査段階から明らかになっており、捜査員も再審判廷で「それをつめてみると、どうもやはり不自然な面が出て来てしまう」と認めている。
仮に、犯行時についてのみAの自白が正しくないとしても、Aが最初にCと出会う前に犯行に及んだとすれば、現場から正門まで校庭外周近くを反時計回りしてきたことになるが、それにはやはり約3分を要する。しかし、13時0分頃を犯行時刻とすると、Bの現場到着時刻とほぼ重なり、時間的余裕がなくなる。また、Cとの会話の様子は犯行後のものとするには不自然である。2回の出会いの間に犯行に及んだとしても、やはり正門から現場を経由してプールまでは移動だけでも3分以上かかる。
弁護側は以上のことから、Aにはアリバイが成立していると訴える。その一方でAは、後の再検証でも、事件当時の行動について時間的・位置的にあり得ない主張をなし、またそれを転変させてもいる。

### 足跡鑑定について
事件当時Aが履いていたのは、アキレス社製スポーツシューズ「カルマンハイ」の25.0センチサイズであるが、県警鑑識課は、これが現場に残された足跡と類似すると鑑定している。
しかし、その足跡は先端から末端まで印象されていない不鮮明なもので、25.0センチのものと「大体同じ幅だから、大体大きさは似ているだろうと推測した」に過ぎないことを、鑑定人である鑑識課吏員は再審判廷で認めている。さらに、「カルマンハイ」は幅の調整を靴上部によって行う製法であり、靴底には周辺サイズのものとまったく同一のものを使用している。
これに対して鑑識課吏員は、靴底の紋様はモールドからの打ち抜き方によって一つずつ異なり、指紋と同様の異同識別性を持つと反論している。しかし、同社製の靴底モールドは7種類のものを11のサイズに使用しており、25センチ周辺サイズでは規定もなく3種類のモールドが混用されている。さらに、同じ紋様のモールドは「カルマンハイ」以外の同社製品4種（いずれも学生向け普及品）にも共用されており、それらは事件前の市内でも大量に売られていた物である。加えて同社によれば、スポンジの熱処理段階で生じる紋様自体の個別特徴も、最大で5ミリメートル以下の誤差に過ぎず、その上石膏に転写したものでは異同識別性はほぼゼロである。
また弁護側によれば、校庭からは147個の足跡が採取されているにもかかわらず、Aのものと類似するものはこの一つしか存在しない。しかもそれは左側の足跡であるが、Aの自白によれば、AはBを右後方から追い抜いたとされているため、現場に右側の足跡がないのは不自然である。そしてその採取場所も現場から敷地内側に偏りすぎている、といった点にも疑念が呈されている。

## 保護処分取消申立て

### 一審
ナイフを発見した若穂井は、「無実を証明する新証拠を発見した」として、5月31日に少年法第27条の2第1項に基づく保護処分取消しを申立てた。この申立ては法的根拠のあるものではなく、裁判所は訴えを無視しても構わないとされているが、千葉家裁松戸支部はこの申立てを保護処分取消事件として立件し、翌6月7日に審判開始を決定した。
しかし、再審判を担当することになった裁判官は、かつてAに保護処分決定を下した小原春夫その人であった。少年審判規則第32条によれば「審判の公平について疑いを生ずべき事由があると思料するとき」には裁判官を回避しなければならなかったが、同支部に裁判官が小原ひとりしかいなかったため、同じ裁判官が再審判を担当することを余儀なくされた（若穂井も、同じ裁判官が審理することで迅速に救済できるメリットがあると考え、これに妥協した）。

#### 一審決定
7か月に及ぶ10回の審理を重ね、再審判は12月21日に終了した。支援者の側は、再審判はAに有利に展開し、保護処分はほぼ間違いなく取消されると考えていた。若穂井も、家裁は少年法の制約の中で許す限りの慎重審理を進めてくれた、と感じていた。また、審判に立会ってきた裁判所書記官も、処分取消決定を予想してAの退院手続書類を用意していた。
しかし、翌1983年1月20日に小原が言い渡したのは、かつての少年院送致決定を取消さないとする決定であった。
一審決定はAの無実主張について、布団にナイフを隠したことを捜査中も審判中も隠していた点が不可解である、とした。その一方、Aの当初の自白については次のように評価している。まず、6月22日に県警が作成した記録「死体解剖鑑定立会い結果について」では、胸の刺創について「刃が上、峰が下」と鑑定されている。しかしこの鑑定は8月24日の木村鑑定によって「峰が上、刃が下」として否定されている。にもかかわらずAは、供述を訂正させようとする検察官の誘導に反してさえ、木村鑑定が提出される以前から概ね一貫してナイフの持ち方を「峰が上、刃が下」と供述している（これに対し小笠原は、そもそもナイフの刃の向きは2通りしか存在しないため秘密の暴露には当たらない、と反論している）。また、Aは衣類・包帯の血痕鑑定の結果が出る以前から、それらには血液が付着しなかったと述べている。
このような点から、一審決定は自白の任意性は勿論のこと、その信用性についても肯定した。そして、結局Aが凶器と同型のナイフを持って犯行時刻頃に犯行現場付近にいたことはA自身も認めているのであり、動機の薄弱さや物証の乏しさなどAに有利な事情を考慮しても、非行事実の存在について合理的な疑いは生じない、とした。
この決定に際して同日、若穂井らは記者会見に臨んで「みどりちゃん事件・A少年を守る会」を立ち上げた。その会長には柏市議の芳野よしいが、事務局長には藤枝が就任し、支援者らは大々的に冤罪を訴える活動を開始した。

### 抗告審
若穂井は翌2月3日に、一審の重大な事実誤認を理由として、少年法第32条の類推適用を求めて東京高裁へ抗告を行った。しかし、弁護側も承知していたように、保護処分不取消決定に対しては抗告が認められない、というのが学説上の定説であった（下記参照）。
そして同月23日、高裁第九刑事部の内藤丈夫裁判長は、「少年法第27条の2第1項に基づく保護処分不取消決定は、同法第32条の定める抗告対象『保護処分の決定』に該当しないことは法文上明らかであり、少年側に抗告を許す規定もない」との法律論に基づき、実体審理なしに抗告棄却決定を下した。
この棄却決定を機に、それまで若穂井ひとりであった付添人は、日本弁護士連合会の少年法専門弁護士を中心とした14人の弁護団となった。そして、彼らは翌3月11日に最高裁へと再抗告を行った。また、同じくAの無実を信じる元同級生41人も、再審判を求める嘆願書と署名を最高裁へ書き送っている。

### 再抗告審

#### 再抗告趣意
若穂井は、最高裁へ宛てた申立書で次のように述べている。曰く、少年審判と言えど事実認定や人身拘束においては刑事裁判と同様であり、アメリカ合衆国最高裁ゴールト事件判決と同様、憲法第31条の定めるデュー・プロセスは保障されるべきである。にもかかわらず少年法には刑事裁判に準じた再審制度がなく、少年が少年であるというだけで再審を受ける権利という基本的人権を行使できない現状は、明らかな憲法第14条違反である。
とはいえ、少年法第27条の2第1項の定める保護処分取消制度に再審的性格を付与することは不可能ではなく、事実として同項は実務レベルではその役割をすでに担っている。よって、憲法の精神に照らしてその法意を探れば、同項は再審請求権に準じ、少年側に保護処分取消申立権と不服申立権を与えていると解釈されるべきである。その法文が職権主義に立つことは本来裁判所の主体性を強調するのみであり、少年側の申立権を否定することと必然的な関連はない。
また、確かに少年法第32条の法文は抗告対象を「保護処分の決定」に限定しているが、少年審判規則第55条が並べる保護処分取消事件および戻し収容・収容継続決定については、後者2つについては実務レベルで抗告が認められている。保護処分取消事件だけを例外とすることに合理性はない。
最高裁はかつて上告棄却決定に対する不服申立てを認めていなかったが、その後の判例変更によって上告棄却決定に対する異議申立てを認めている。これは、棄却判決に対してのみ不服申立権を認め棄却決定には認めないという不合理から、最高裁が刑事訴訟法を弾力的に解釈することで被告人を救済したものとして高く評価されている。最高裁はこの決定の精神に立ち戻り、少年法の抗告に関する規定も弾力的に解釈することで、成年に比して著しく不利な立場にある少年を救済せねばならない。
別の付添人である的場武治も、申立書で次のように述べている。曰く、少年法には、審判機関の中立公正を保つための除斥制度も、証拠法則を方式として定める規定も伝聞証拠禁止の原則もなく、よって少年審判では捜査機関の提出証拠がほぼ無条件にそのまま事実認定の材料とされる。このように極めて誤判の発生しやすい体制で、わずかに法文で明記された部分のみにデュー・プロセスが保障され、上記のような規定のない部分に保障されないような少年手続きは違憲の疑いを免れない。
抗告審決定が規定の不存在を理由に審理を拒否したのは、少年手続きそのものか裁判所の措置のいずれかに、デュー・プロセスを保障しない違憲があったものである。加えて一審決定にも、単なる証拠判断の誤りのみならず、少年手続きにおける少年側の立場の弱さを見落とし、事実認定に必要とされる格別慎重な配慮と審理を怠ったデュー・プロセス保障の違反がある。

#### 再抗告審決定
一方、最高裁調査官として本件を担当することになった木谷明は当初、通例と同じく本件も再抗告事由違反によって処理しようとした。しかし、調査を進めるに従って、木谷はAが無実ではないかとの心証を強く抱いた。しかしながら、従来の法解釈に従えばどうあっても原決定を覆すことは不可能であった。木谷はAを救済するため考えに考え抜き、理論構成は完全でないと知りつつ、保護処分不取消決定に対しても一定限度で上訴を認めるべきとする報告書を提出した。
そして、この木谷報告書を基調として、伊藤正己裁判長が指揮する最高裁第三小法廷は、9月5日に原決定の取消差戻しを決定した。
と判示したこの最高裁決定は、マスコミ各社も「少年保護処分に再審の道が開かれた」として大々的に報道する、従来の学説や実務を大きく踏み越える極めて重要な判例となった（下記参照）。一方、この決定に対しBの祖母は「犯人がだれであっても、〔B〕は戻って来ない」「そっとしておいてほしい」と語っている。

### 差戻審
石田穣一裁判長が指揮する東京高裁第七刑事部での差戻審は、順調に進んだ。10月19日にはAの仮退院が認められ、同月22日には高裁による異例の現場検証も行われた。
新発見されたナイフについて、かつての家宅捜索に従事した捜査員らは、押入れの布団包みの中も入念に調べたと証言した。しかし具体的な状況については、布団の畳み方も、種類も、包装紙の開け方も、ガムテープの状態も「記憶にない」と繰り返した（さらにガムテープの状態は、捜索時の写真とナイフ発見時とでまったく変化していない）。捜査員らは、布団包みは押入れの上段に一組しかなかったと一様に証言したが、下段にも布団包みが確認できる捜索時の写真を裁判官から示されると、絶句した。
しかし不安材料もあった。若穂井によれば、Aに対する石田の態度は非常に威圧的で、それにAが憤慨したことで裁判官の心証は一層悪化してしまったという。また、発見されたナイフの指紋鑑定と、現場付近の足跡の鑑定について、高裁に提出されていた鑑定書では、どちらもAのものと「類似」するという鑑定結果が示されていた。しかし、鑑定人である千葉県警鑑識課吏員は、2つの鑑定結果について法廷で、指紋については「鑑定不能」、足跡については「酷似」と、それぞれAに不利なように表現を変えて証言した。

#### 差戻審決定
以上の審理経過から弁護側とマスコミは、抗告が棄却されることはないにしても、「灰色無罪」の決定が下されるのではないかと危惧した。しかし、翌1984年1月30日に石田が言い渡したのは、弁護側の予想だにしない抗告棄却決定であった。
差戻審決定は、家宅捜索の際に布団包みが調べられたかについては、「布団包を開いて中を調べたと断定することには、いささかちゆうちよを感じざるを得ない」として弁護側の主張を認めた。しかし発見されたナイフについては、取り出しにくい布団包みの中に隠したという点や、その存在を他人に黙っていたという点に、一審決定と同じく不自然さを指摘した。そして、足跡はAのものと「酷似」する一方、ナイフの指紋は「判定不能」であるという鑑識吏員の証言を重視し、「右布団包内の果物ナイフは何らかの工作によるものと考える余地もある」として、弁護側による捏造の可能性を指摘した。
返り血については当初の木村鑑定の見解に沿い、Bが先に胸を刺され、血圧が低下した後に腕を刺されたために、Aには返り血が付かなかったと認定した。Bを1回しか刺していないとするAの自白についても、記憶違いとして退けた。アリバイの主張についても、そもそも確実なのは119番通報が行われた13時8分という時刻のみであり、弁護側が主張する他の時刻はすべて推定に過ぎない、として退けている。
抗告審決定は、
と指摘し、Aの無実主張も、損害賠償のために実家を売却されることへの抵抗からの虚言ではないか、と述べている。

### 第二次再抗告審
抗告棄却決定に対し、弁護側は2月10日、最高裁に対して即座に再抗告を申立てた。他方この棄却決定に対してBの母は、「裁判のことは私どもが口をはさむことではありません。あの子の部屋は昔のままです。机もそのまま、毎日、悲しみに耐えてるんです」と泣き崩れた。
弁護側の申立書に曰く、抗告審決定はナイフの新発見という、非行事実の存在に合理的な疑いを抱かせる事実を、合理的理由を示さず否定した。これはAの側に積極的な無罪証明を要求するものであり、「疑わしきは被告人の利益に」という白鳥決定の趣旨に反する判例違反である。そして、このことは同時にデュー・プロセスを蔑ろにする憲法違反である、とする。
しかし翌1985年4月23日、木下忠良裁判長が指揮する最高裁第二小法廷は、やはり抗告棄却の決定を下した。
最高裁は弁護側の再抗告趣意をすべて否定したが、なおも職権調査を実施した。そして、取調べの録音テープ内容を検討しても、Aが捜査員に迎合したり臆したりした様子もなく、客観的事実に符合する自白を極めて自然に供述している、とした。再抗告審決定はAの自白に任意性と高度の信用性を認め、それとは逆に、否認供述に数々の不合理・矛盾・転変・客観的事実との齟齬を指摘した。
そして再抗告審決定は、現場の足跡のAとの類似性や、発見されたナイフが市内でいつでも買える物である点、そしてAがナイフの存在について沈黙していた不自然性を挙げ、本件非行事実の認定を覆すに足る理由はない、とした。

### 第二次保護処分取消申立て
保護処分不取消決定の確定を受け、同月25日に弁護側は、足跡に関する新証拠を理由として、再び千葉家裁松戸支部へ保護処分取消しを申立てた。この申立ては5月14日に千葉家裁本庁に回付されたが、同時期の7月1日には関東地方更生保護委員会がAの本退院を許可した。
そして、8月20日に千葉家裁の野崎薫子裁判官は、少年法第27条の2第1項が「保護処分の継続中」を要件としていることを理由に、すでに終了したAの保護処分を取消す余地はない、として申立てを棄却した。弁護側は「保護処分の継続中」の要件の緩和を求め、9月3日と11月19日に重ねて抗告を繰り返した。しかし、佐々木史朗裁判長が指揮する東京高裁第二刑事部と、大内恒夫裁判長が指揮する最高裁第一小法廷は、それぞれ11月1日と翌1986年1月9日に、やはり抗告と再抗告を棄却した。
こうして、本件の審理は少年審判の在り方に多大な影響を与えた判例を生み出したものの、A当人の冤罪はついに認められないまま終結した。中断していた遺族による損害賠償請求訴訟は再開し、1987年3月17日、Aには2263万1034円の賠償が命じられた。

## 再抗告審決定について
上記のように、本決定は多大な反響を呼んだ最高裁判例であるが、専門家からは「人権保障の最後の砦として期待される最高裁の人権保障の拡大のための司法積極主義の機能を見事に果たしている」「少年法の空白部分を埋める役割を果たすことになり、少年の人権を守るうえで重要な評価すべき決定」という肯定的な見解もある一方、各論については「いちじるしく説得力を欠いている」「無理な解釈ではないか」との否定的見解もあり、本決定の基調となる報告書を提出した木谷当人も「法律解釈としては多くの問題点を含むことは否定できない」と認めている。
刑集が示す本決定の要旨は、
1. 少年法第27条の2第1項の定める「本人に対し審判権がなかったことを認め得る明らかな資料を新たに発見したとき」とは、少年の年齢超過等が新たに明らかにされた場合のみならず、非行事実の不存在を認め得る明らかな新資料を発見した場合を含む
2. 同項は、保護処分決定確定ののちに処分の基礎となる非行事実の不存在が明らかにされた少年を、将来に向かって保護処分から解放する手続きをも規定している
3. 同項による保護処分取消申立てに対する不取消決定に対しては、同法第32条の準用によって少年側の抗告が許される
4. 少年の再抗告事件において、原決定に同法第35条の定める事由がない場合でも、同法第32条の定める事由によってこれを取消さなければ著しく正義に反すると認められる場合には、裁判所は職権により原決定を取消すことができる

の4項目である。
そもそも、少年審判には刑事裁判における再審（刑訴法第435条以下）のような規定は置かれていない。これは、刑事裁判が被告人の犯罪行為に制裁を加えるための制度であるのに対し、少年審判は少年の健全育成を目的とする保護手続きであり、その処分も少年の利益になるものである、との建前による。
しかし、無実の罪で少年が保護処分を受けることの不利益性はやはり否定しきれず、その場合には少年法第27条の2第1項を弾力的に解釈することで「再審的」な運用が図られていた。そして、従来は家裁が保護処分取消申立てを棄却した場合には不服申立てを行えないとする「一審制」が通説であったところ、本決定は少年側の不服申立権を認め、実質的に刑事裁判と同様の「三審制」を保障したものである。

### 要旨1
要旨1については、そもそも少年法第27条の2第1項の規定は、同法施行直後から成年を年齢詐称などによって少年と誤認させるケースが続発したことの対策として立案されたものであった。しかし、同項のいう「審判権」とは年齢など形式的なもののみならず、「非行事実の存在」も含まれる、とする見解・運用が実務レベルではすでに定着していた。仮に審判権に非行事実の有無を含めないとすれば、少年事件に冤罪が生じた場合であっても、少年院からの早期退院など執行面での弾力的運用でしか救済できない。このため、誤判救済の観点から同項の運用には立法経緯・文理上無理のある拡大解釈がなされてきたが、本決定はその実務レベルでの大勢を是認するものである。

### 要旨2
要旨2については、同項の定める保護処分取消制度には、実務レベルで2種類の見解が拮抗していた。一方は、保護処分取消制度を刑事事件の再審と同様に捉え、誤った保護処分（有罪判決）を取消すとともに改めて不処分決定（無罪判決）すべきとする見解。もう一方は、再審とは異なり、誤った保護処分は勾留取消（刑訴法第87条）のように「将来に向かって」処分の効力を失わせれば足りるとする見解である。しかし、同項は保護処分取消しのなし得る場合を「保護処分の継続中」と限定している点からも、取消制度を再審と同一視する前者の見解には疑問が残る。そのため、本決定は後者の見解を採用することで、要旨1における取消制度の「再審的」運用を補強している。
このため、本決定に基づけば保護処分取消しは「撤回」と見做される。その一方で、「将来に向かって保護処分から解放する」との本決定判示は取消決定の一事不再理効を承認する趣旨に過ぎず、また取消しの遡及効と保護処分の継続は本質的に連動する概念ではないため、本決定は前者の見解を否定まではしていない、とする見解もある。また、少年法第46条の定める保護処分決定の一事不再理効は、同条但書によって「同法第27条の2第1項により処分を取消した場合」をその例外としている。この但書は、保護処分取消しの効力が処分決定時にまで遡及するからこそ、再審判や新たな刑事訴追が可能となることを意味しているのであって、本決定はこの但書と矛盾している、との批判もある。
一方これによって、処分終了後や不処分・審判不開始決定に対しても同項を類推して保護処分取消しを求めようとする一部の見解も、少なくとも非行事実の不存在を理由とする場合には、否定されることとなった（下表参照）。また、「非行事実の不存在が明らかにされた少年を〔中略〕保護処分から解放する手続き」との表現から、本決定は要保護性の不存在については処分取消事由とせず、非行事実の一部誤認についても、その不存在部分を除外すればまったく処分が下されなかったであろう場合以外には取消事由としない、という通説を踏襲するものである（本決定は非行事実の不存在のみを争う事例のため、要保護性の不存在については射程範囲外である、とする見解もある）。
その他形式的な論点として、非行事実の不存在を理由とする保護処分取消決定の体裁は、処分を取消すに留まるものと、改めて不処分決定をなすものの2種類が存在する。本決定は「保護処分から解放する」との表現から、不処分決定までは必要としないと述べていると思われる。また上記のように、同法第27条の2第1項に基づく処分取消しは一事不再理効の例外とされているため、非行事実の不存在を理由として保護処分が取消された少年に対し、同一事実について検察官が後日公訴を提起するということも、理論上は許されると言える。

### 要旨3
要旨3は本決定の判示部分において最大の論点である。

#### 保護処分不取消決定への抗告について
従来、保護処分の不取消決定に対する抗告については、
- 抗告をなし得る対象は、少年法第32条では「保護処分の決定」に限定されており、この「保護処分の決定」とは同法第24条の定めるものと解釈するのが文理上自然である
- 同法第27条の2第1項は、保護処分の取消しについて少年側の申立権を明定していない
- 少年法上抗告の許される場合とは、同法第24条の定める保護処分の決定に限定されると解釈できる最高裁判例の傍論[126]が存在する

などの理由から、学説上にも判例上にもこれを積極的に認める見解は存在しなかった。本決定はこれに対し、
- 保護処分取消申立てに対する不取消決定は、少年法第24条に基づく保護処分決定と実質的に同じである
- 少年審判規則第55条は、保護処分取消事件は「その性質に反しない限り、少年保護事件の例による」としている
- 上記判例は、少年法第18条第2項に基づく児童相談所長への送致決定について同法第32条の抗告を認めないと判示したに留まり、同法第24条に基づく保護処分決定とは明らかに性質を異にする

との見解を示し、同法第32条の準用（厳密には類推適用）による抗告を認めた。

##### 抗告権肯定説
専門家の間では、本決定が抗告を適法としたことに賛成する見解が多数派である（下表参照）。犯罪者予防更生法第43条第1項に基づく戻し収容決定および少年院法第11条に基づく収容継続決定は、厳密には少年法第24条の定める保護処分決定には該当しないものの、これらに対しては抗告が許されるとするのが学説レベルでも実務レベルでも定説である。これらの点からも、上記判例は一般論に属する部分については拘束力を有しない。
また、（判断を誤った）保護処分不取消決定は、本来打ち切られるべき処分を裁判所判断で継続させるという点で収容継続決定と共通性がある。また、戻し収容・収容継続決定に抗告を認めるべきとする理念の根本は上訴による救済であり、その観点からは戻し収容・収容継続決定と保護処分不取消決定との間に差はない。むしろ、非行事実の不存在を理由とした保護処分取消事件は、単に遵守事項違反や要保護性の継続の有無を争う戻し収容・収容継続決定よりも、上訴による救済の必要性はいや増す。これらの点から賛成派は、少年審判規則第55条が戻し収容・収容継続決定と保護処分取消事件を並列している点は、不取消決定に対し少年法第32条の準用を認める有力な根拠と言える、との若穂井の再抗告趣意にも賛同する。
また、本決定により、同法第18条第2項に基づく強制的措置決定や、第20条に基づく検察官送致決定に対する抗告も、保護処分決定とは性質を異にするため否定されたとの見解もある。

##### 抗告権否定説
一方、上記の論理展開に対しては以下のような疑義も呈されている。曰く、保護処分不取消決定によって付加される新たな不利益性はなく、それなくして人身拘束が不能な戻し収容・収容継続決定のような保護処分性を認めることは困難である。保護処分取消事件への少年法第32条の準用可能性はそれまで議論すらされたことがない。また、同条の「準用」によって拡大される抗告対象は保護処分決定のみから保護処分不取消決定まで拡大し、抗告時期は保護処分を課す原初決定のみから処分確定後の事後決定まで拡大した。法令をこのような垂直・水平両方向に拡大解釈することはもはや「準用」の域を超えている。
さらに、児相所長への送致決定（同法第18条第2項）と保護処分決定（第24条）は性質が異なるというのであれば、保護処分決定（形式的裁判）と保護処分不取消決定（それを是認する確認的裁判）もまた性質を異にする。また、抗告によって不当な処分から少年を救済するという同法第32条の根本趣旨からすれば、児相所長への送致決定への抗告許可（上記判例の抗告審決定）も保護処分不取消決定への抗告許可（本決定）も同一である。上記判例はその抗告審決定を否定したのであるから、本決定は判例抵触を免れない。
さらに、本決定は保護処分不取消決定を保護処分決定と同一視しながら、児相所長への送致決定の保護処分性を否定する。しかし実際には、児相所長への送致決定は少年への不利益性の発生契機となるものであり、不利益性を新たに付加しない保護処分不取消決定よりもむしろ保護処分性が強い。

#### 少年側の申立権について
一方、本決定は「同法第27条の2第1項は少年側の申立権を明定していない」という点について判断を下していない。本決定が少年側の申立権について言及を避けたのは、
- 少年法に再審手続きを新設する改正作業は1977年の法制審議会中間答申から進行中であり[135]、同法第27条の2第1項の文理を離れることは解釈論において立法を先取りしているとの批判を呼ぶ
- 文理上少年側に申立権を認めていない他の措置（観護措置取消し・試験観察取消し・移送）についても申立権が拡大し、その申立権を理由に家裁の応答義務と少年側の抗告権を肯定する、というように、実体を踏まえないままの安易な議論の波及を呼ぶ
- 申立権を正面から認めると次は当然に申立権者の範囲についても議論が不可避となる

などの理由があると思われる。ただ、本件はまさに弁護士である付添人が取消申立てをした事例であるため、本決定は付添人の申立権については積極的に解していると考えられる。
少年側の申立ては単に家裁に対して職権発動を促す程度の意義しか有せず、従って保護処分不取消しについては新たに裁判で「不取消決定」や「申立棄却決定」をする必要はない、というのが通説である。しかし実務レベルでは、このような申立てに対しても「保護処分取消事件」を立件し、その上で保護処分不取消しを決定・通知する例が多い。法的に不必要であるとしても、裁判所の判断を内心に留まらせることなく手続的に明確化することは歓迎されるべきであり、本決定もまた、本件一審が申立てに対して実体審理の上で決定を下したことを正当であると評している。

##### 申立権肯定説
専門家の間では、本決定は少年側に保護処分取消申立権を認めているとの見解が多数派である（下表参照）。申立権を肯定する立場は、本決定が一審の実体審理を正当と評した点を以て、そうしないのは不当であるとする趣旨を含むと解釈する。この判示によって裁判所には応答義務が生じたため、これは少年側に保護処分取消申立権を認めたのと事実上同じである（もし応答義務がないとすれば、少年側は裁判所が偶々不取消しを決定した場合にしか不服申立てができないことになり、著しい不公平を生じる）。
また、ある事項に関する申立権の有無は、一般的に「……の申立（請求）により」との法文が置かれているかによって形式的に判断される。しかしこれには、例えば刑訴法第123条第1項が「決定でこれを還付しなければならない」との法文を置くことを理由として、「申立（請求）により」との法文がないにもかかわらず所有者の申立権を否定していない、というような例外もある。そして、少年法第27条の2第1項には「保護処分を取り消さなければならない」という刑訴法第123条第1項との類似表現があり、この点からも少年側の申立権を肯定する解釈は不可能ではない、とする。

##### 申立権否定説
一方、申立権を否定する少数派の見解は（下表参照）、本決定が一審の実体審理を正当と評したことは家裁の応答義務までをも意味せず、少年側の保護処分取消申立権までは認められていない、と解釈する。そして、上記のようにそもそも保護処分不取消決定は法的には必須の裁判ではなく、「職権発動をしない」という裁判所の意思表示に過ぎない。少年法第27条の2第1項に基づいて保護処分を取消す「職権発動をする」よう促す申立ては許されても、「しない」ことに対する不服申立ては許されない、と分析している。

### 要旨4
要旨4は一見して文理を越えた無理のある解釈である。少年法第35条は、抗告棄却決定に対する再抗告事由を憲法違反・憲法解釈の誤り・判例違反の3つに限定している。このため、仮に原決定に重大な事実誤認や法令違反があったとしても、この3つの事由に該当しなければ最高裁は原決定を取消すことができない、とするのが従来の定説であった。
しかし、確立された判例理論においては、刑訴法第434条の関連規定に同法第411条が含まれずとも、第411条は特別抗告審に準用される。これは、簡易迅速を旨とする救済手続きにおいてすら、最高裁が文理に反してでも、具体的事案の適切妥当な解決を自身に課したものである。

#### 賛成意見
本決定に賛成する立場は、上記判例理論の趣旨に鑑みれば、少年審判規則第48条第2項が職権調査事由に挙げるのが少年法第32条のみであったとしても、これを「同法第35条および第32条」と拡大解釈することも許される、とする。なお最高裁判例の中にはこの解釈に対して消極的なものもあるが、これらは同法第35条以外の事由による最高裁の職権取消しが許されないとまで判示したものではない。そして、拡大解釈の判断根拠を刑訴法第411条の準用に関する上記判例理論に求めることを明確にするため、本決定は「これを取消さなければ著しく正義に反すると認められるとき」との条件を付けた、と解釈する。

#### 反対意見
一方、本決定に疑義を呈する立場からは以下のような反論がある。曰く、刑訴法第411条の定める職権破棄事由は、判決に影響を及ぼすべき法令違反・判決に影響を及ぼすべき重大な事実誤認・著しい量刑不当の3つであり、これは少年法第32条の定める抗告事由、決定に影響を及ぼす法令違反・重大な事実の誤認・処分の著しい不当の3つと法文において合致する。すなわち刑訴法第411条が3事由に加えて「原判決を破棄しなければ著しく正義に反すると認められるとき」に限り破棄事由を認める趣旨は、少年審判においては抗告審で生かされるべきである。よって、少年法第35条第1項に基づく再抗告ではさらに事由が限定されるのは当然であり、また上記判例理論を少年手続きにおける再抗告審に適用する理由もない。
加えて、上記判例理論が特別抗告につき準用を認めているのは刑訴法第411条の定める職権破棄事由が存在する場合であり、同法第379条以下の定める控訴事由が存在する場合ではない。よって再抗告について抗告事由（刑事裁判における控訴に相当）が存在する場合に上記判例理論の趣旨を適用するのは筋違いである。
しかし、このような反対意見に対しては、刑訴法第411条の定める事由は元来同法第380条ないし第383条の定める控訴審の調査事由であり、少年事件の再抗告審において抗告事由を調査できるとすることはさほど筋違いとは言えない、との再反論も加えられている。
|                                      | 門馬良夫 ・向井千杉 | 木谷明 | 土本武司 | 安江勤 | 肥留間健一 | 澤登俊雄 | 団藤重光 ・森田宗一 | 福田雅章 |
| ------------------------------------ | ------------------- | ------ | -------- | ------ | ---------- | -------- | ------------------- | -------- |
| 執行終了後の適用                     | ×                   | ×      |          | ○？    | ×          |          | ×                   | ×        |
| 不開始・不処分決定への適用           | ×                   |        |          | ○？    | ×          |          |                     | ×        |
| 非行事実の一部誤認への適用           | △                   |        |          |        | △×         | ?        | ?                   | ?        |
| 要保護性の不存在への適用             | ×                   |        |          |        |            | ?        | ?                   | ×        |
| 取消対象の別                         | 執行？              | 執行   |          |        | 決定       |          |                     | 執行     |
| 少年側の申立権                       | ?                   | ○      | ×        | ?      | ○          | ?        | ○                   | ○        |
| 少年側申立てへの立件義務             |                     | ○？    |          |        | ○          |          | ○？                 |          |
| 不処分決定の必要                     | ×                   | ×      |          |        | ○？        |          | ×？                 | ×        |
| 不取消しの場合の応答義務             | ○                   | ○      | ×        | ?      | ○          | ○        | ○                   |          |
| 不取消決定への抗告                   | ○                   | ○      | ×        | ○      | ○          | ○        | ○                   | ○        |
| 少年法第35条以外の理由による職権調査 | ○                   | ○      | ?        | ○      | ○          |          |                     | ○        |

### 決定の影響
少年審判における事後救済の門戸を広げた本決定は、その後の少年再審手続き立法化に向けた流れを形作り、そして2000年の少年法改正にまで至る源流となった。
再抗告申立書で弁護側が展開した「デュー・プロセスに基づけば少年法の規定とは別に再審の提起が可能」との理論については、本決定では触れられなかった。しかしその理論は、本決定直後の1983年10月になされた流山中央高校事件再抗告審判例における「憲法第31条が保障するデュー・プロセスの趣旨は、少年保護事件において保護処分を言い渡す場合にも当然推及される」との団藤重光、中村治朗両裁判官による補足意見に踏襲されている。この流山事件再抗告も、本決定要旨3・要旨4が先行していなければ三行決定で棄却されていた可能性がある。1987年には通行区分違反という小さな事件について、最高裁が本決定要旨4に従い個別救済した事例も生まれている。
また同時期には、1959年に窃盗罪で福井家裁から少年院送致決定を受けた元中学生が、本決定に刺激を受けて、事件から四半世紀を経ての保護処分取消しを申立てた。しかし結果は、保護処分終了後の取消しは許されない、とする本決定要旨2を補強する1984年の判例を生むに終わった。また、保護処分取消しの遡及効と一事不再理効を否定した本決定要旨2に対しては、不利益再審を許容しかねない、との批判が生じた。そのため、非行事実の不存在の場合には保護処分を取消しても少年法第46条但書を適用外とすべき、あるいは処分取消決定自体に遡及効を認めることで、再審判や刑事訴追を遮断すべき、などの議論も生まれた。
その後、要旨2を補強するものとして「不処分決定は少年にとって利益な処分であるから抗告は認められない」とする1985年判例や、「成年に達し保護処分が終了した場合、非行事実が一部不存在であっても残余の事実で保護処分が必要とされる場合、あるいは新たな保護処分が存在する場合、処分取消しは許されない」とする1991年の草加事件再抗告審決定が続いた。しかし、2000年の少年法改正によって
とする第27条の2第2項が新設された。これによって「保護処分の継続中」という処分取消しの要件が撤廃されたため、本決定要旨2はその役割を終えた。
また、事実認定の厳格化を指向する本決定は、少年審判にも刑事裁判と同様の方式性（具体的には、検察官関与による対審構造や、検察側の不服申立権）を導入すべきとする議論を生み、2000年の少年法改正によってこの両者も部分的に認められることとなった（同法第22条の2第1項および第32条の4第1項）。